# Vinlus
Vinlus (Daktulosphaira vitifoliae, förr Phylloxera vastatrix), art i insektsfamiljen dvärgbladlöss, är en från USA härstammande skadeinsekt på vinrankor.

## Åtgärder
Vinlusen kom till Europa på 1860-talet. Amerikanska rotstockar var resistenta mot vinlusen, men inte de europeiska. Vinlusen förstörde därför större delen av Europas vinodlingar. Lösningen blev att ympa in europeiska druvsorter på rotstockar av amerikanska vinrankarter och hybrider mellan amerikanska och europeiska vinrankor. Det dröjde till efter andra världskriget innan vinodlingarna återhämtat sig helt.
Vinlusen är fortfarande ett problem, och i mitten av 1980-talet dök angrepp upp i kaliforniska vinodlingar på grund av att man under 1960- och 1970-talen använde en rotstock, AxR1, som visade sig ha otillräcklig motståndskraft mot lusen. Två pågående angrepp är i Yarra Valley i Australien och i Central Otago i Nya Zeeland. I Yarra Valley har man inrättat en infektionszon, Phylloxera Infested Zone, PIZ, som omfattar ungefär en tredjedel av vingårdsarealen. I Central Otago upptäcktes vinlusen 2002 och har sedan spritt sig till i princip alla underregioner.

## Historia
1863 noterade man de första indikationerna på någon typ av angrepp på några vinfält i södra Frankrike (Villeneuve-lès-Avignon, Gard).  Utan någon förklaring hade löven börjat gulna redan på våren och falla av under sommaren. Druvproduktionen blev dålig eller uteblev helt. Året efter började plantorna dö och långsamt började andra närliggande fält att drabbas. Först att drabbas av ”torkade löv”-sjukdomen var Gard i Languedoc, men på bara några år drabbades distrikt efter distrikt och region efter region. Angreppen spred sig till andra länder. Man letade efter förklaringar i allt från vädret och jordmånen till Satan och Guds vrede.
Bara i Frankrike förstördes över 40 % av alla odlingar under en femtonårsperiod fram till mitten av 1870-talet. I början av 1900-talet var hela 75 % av de franska vinodlingarna drabbade. Spanien drabbades 1875, Tyskland 1881, Italien 1879 och Champagne i Frankrike 1890.
1863, det år då problemen började, upptäcktes ”vårtor” och insekter på undersidan av blad på importerade amerikanska vinrankor i ett växthus i Hammersmith i England. Vårtorna identifierades 1869 som Phylloxera av entomologen J. O. Westwood. 1868 upptäckte den franska botanisten Jules Émile Planchon på Montpelliers universitet liknande utväxter på rötterna av döende vinrankor.   Man noterade också småkryp på alla sjuka plantor och framlade teorin att sjukdomen berodde på insektsangrepp. Sjukdomen fick namnet Phylloxera vastatrix, och man trodde att man var lösningen på spåret. Man började kartlägga lusens livscykel för att angripa den på den svagaste punkten. Men ju mer man studerade lusen desto mer invecklat visade sig problemet vara. Man upptäckte snart att lusen hade flera olika livsformer, varav en till och med bar vingar och kunde flyga. Namnet Phylloxera vastatrix kommer från grekiskan, med betydelsen torra-löv-förstörare (phyllo = löv, xera = torr och vastatrix = förstörare).
Det visade sig snart att ”bladvårtorna” (och vinlössen) beskrivits redan 1856 av entomologen Asa Fitch i New York, och att de troligtvis länge förekommit på amerikanska vinplantor. 1870 bekräftades Planchons teori av den amerikanska entomologen Charles Valentine Riley (av vilka delar publicerades i "The American Naturalist" (1872), och kort därefter (i vissa källor redan 1869) kom förslaget om ympning på amerikanska rotstockar från de franska vinodlarna Leo Laliman och Gaston Bazille. De lyckade försöken ledde till det som brukar kallas ”rekonstruktionen av de franska vinodlingarna” under 1870- och 1880-talen. Man stötte initialt på motstånd från de så kallade ”kemisterna” som förespråkade kemisk bekämpning, till skillnad från ”amerikanisterna” som förordade ympning. 1886 konstaterade man att det var samma kryp som orsakade både angreppen på rötterna på europeiska vinrankor och på bladen på de amerikanska. Ympningen blev räddningen, även om också stora mängder kemiska bekämpningsmedel användes ända fram till och med 1950-talet. Kemiska bekämpningsmedel är fortfarande en viktig del i kampen mot Phylloxeran då många av dagens rotstockar bara är begränsat motståndskraftiga.
Tack vare ympningen kan vi idag fortfarande dricka viner gjorda på druvor från europeiska vinrankor. Miljontals rotstockar importerades från den amerikanska kontinenten, framförallt från en odlingsstation i Missouri i slutet på 1800-talet, vilket alltså räddade den europeiska vinindustrin.

## Biologi
Vinlusen har en ytterst komplex livscykel, som omfattar ett flertal livsformer. Förenklat kan man dela in livscykeln i en rotätningsfas och en lövätningsfas. Båda dessa faser omfattar honor och så kallade nymfer (mellanstadium i utvecklingen mellan larv och fullt utvecklad individ som ibland kallas för ”krypare”). Dessutom kan det under vissa förutsättningar även utvecklas en bevingad hona.
Vinlössen bildar vårtor, galler, på blad och karaktäristiska svullnader (så kallade tuberositer och nodositer, också en form av gallbildningar) på rötterna, som båda är ett slags kolonier, där lössen livnär sig på vinplantan och förökar sig genom partenogenes (asexuell fortplantning, ”jungfrufödsel”). Svullnaderna, eller kanske snarare knölarna och förtjockningarna, på rötterna skär av försörjningen av näringsämnen och vatten, och dödar till sist plantan. Medan det främst är lövätningsfasen som drabbar de amerikanska arterna, så drabbas den europeiska rankan främst av den dödliga rotätningsfasen. Det är denna ”angreppsskillnad” som gör att de amerikanska arterna är mer eller mindre resistenta.
Från gallbildningarna och tuberositerna finns det öppningar som möjliggör att ”kryparna” tar sig ut och startar nya kolonier. En annan av lössens livsformer, som inte alltid förekommer, är den vingbärande lusen vars enda uppgift verkar vara att flyga till närmaste stock och lägga ägg, som kläcks till hanar och honor, som parar sig. Honan lägger därefter övervintrande ägg. Detta är de sexuella formerna. Honorna kan alltså även fortplanta sig genom att lägga ägg utan föregående parning. Dessa ägg kläcks till enbart honor.

## Bilder

Vinlusens utvecklings-stadier
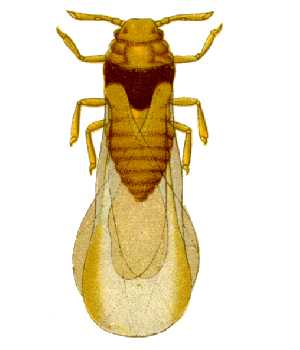
Vinlushona i flygstadiom
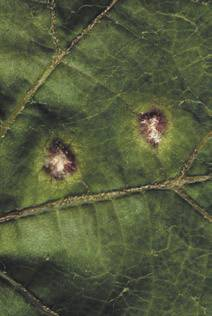
Angrepp på blad
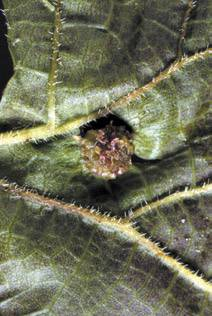
Bladätarstadiet
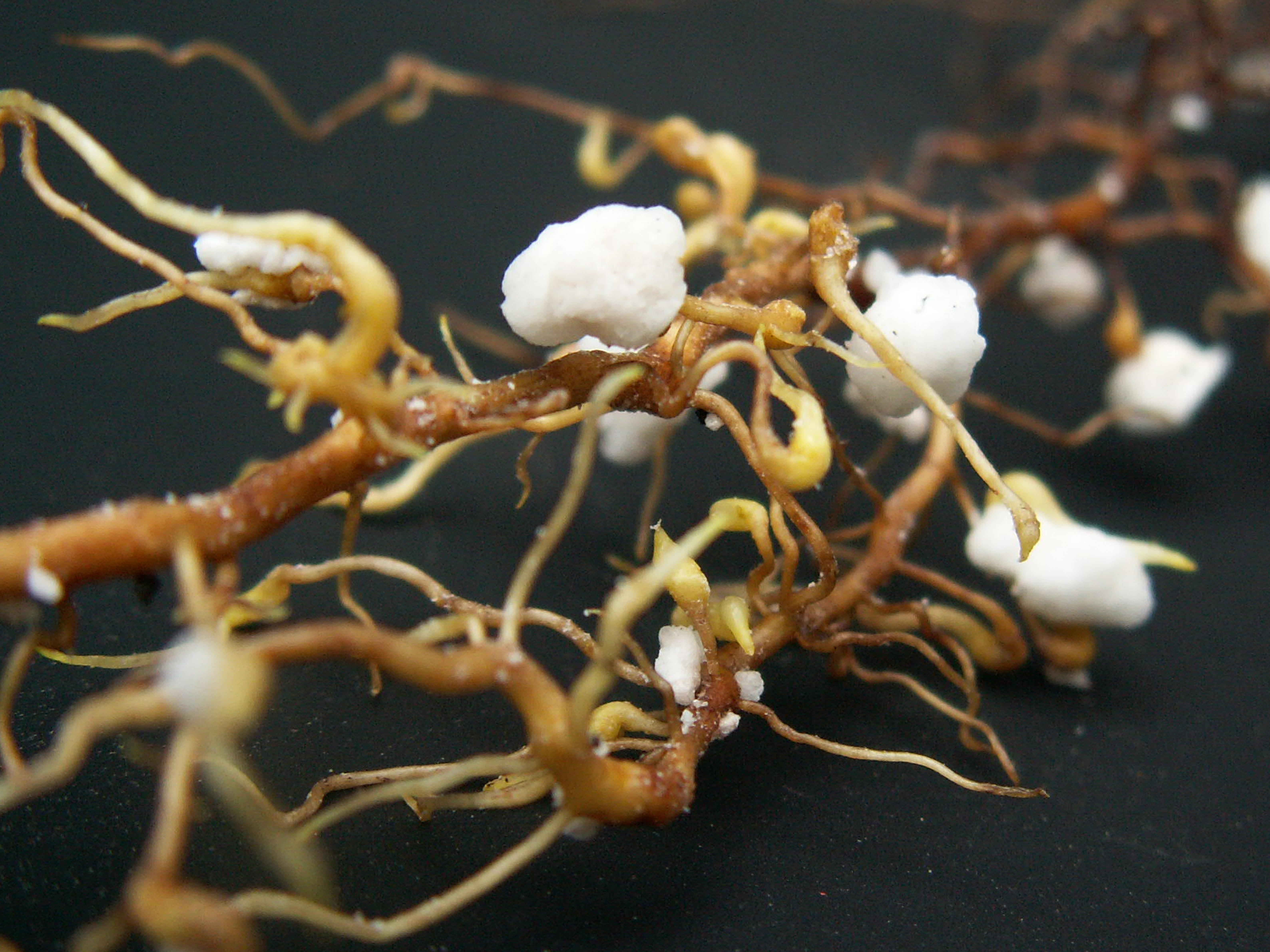
Nodositeter på rötterna
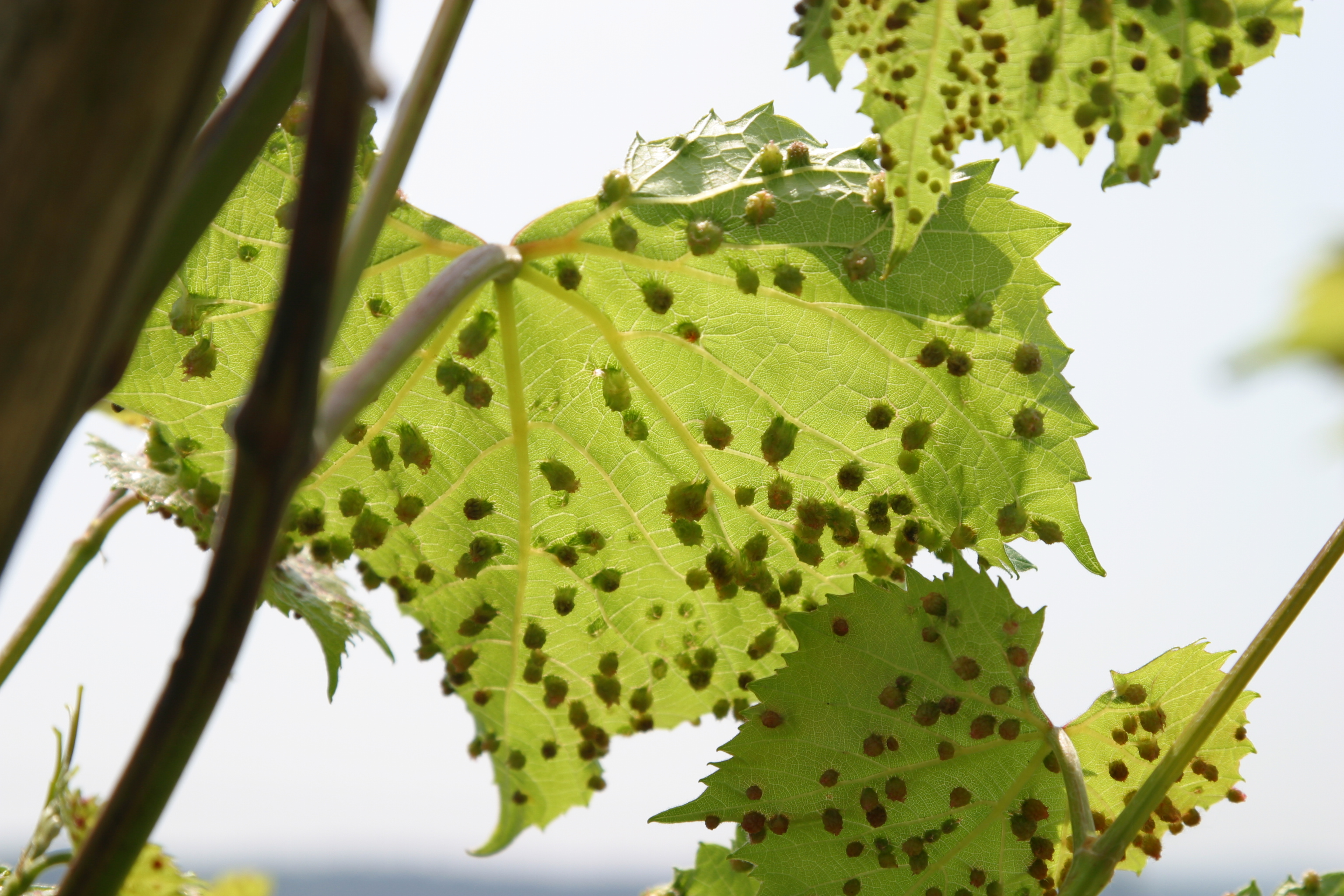
Gallbildningar på blad
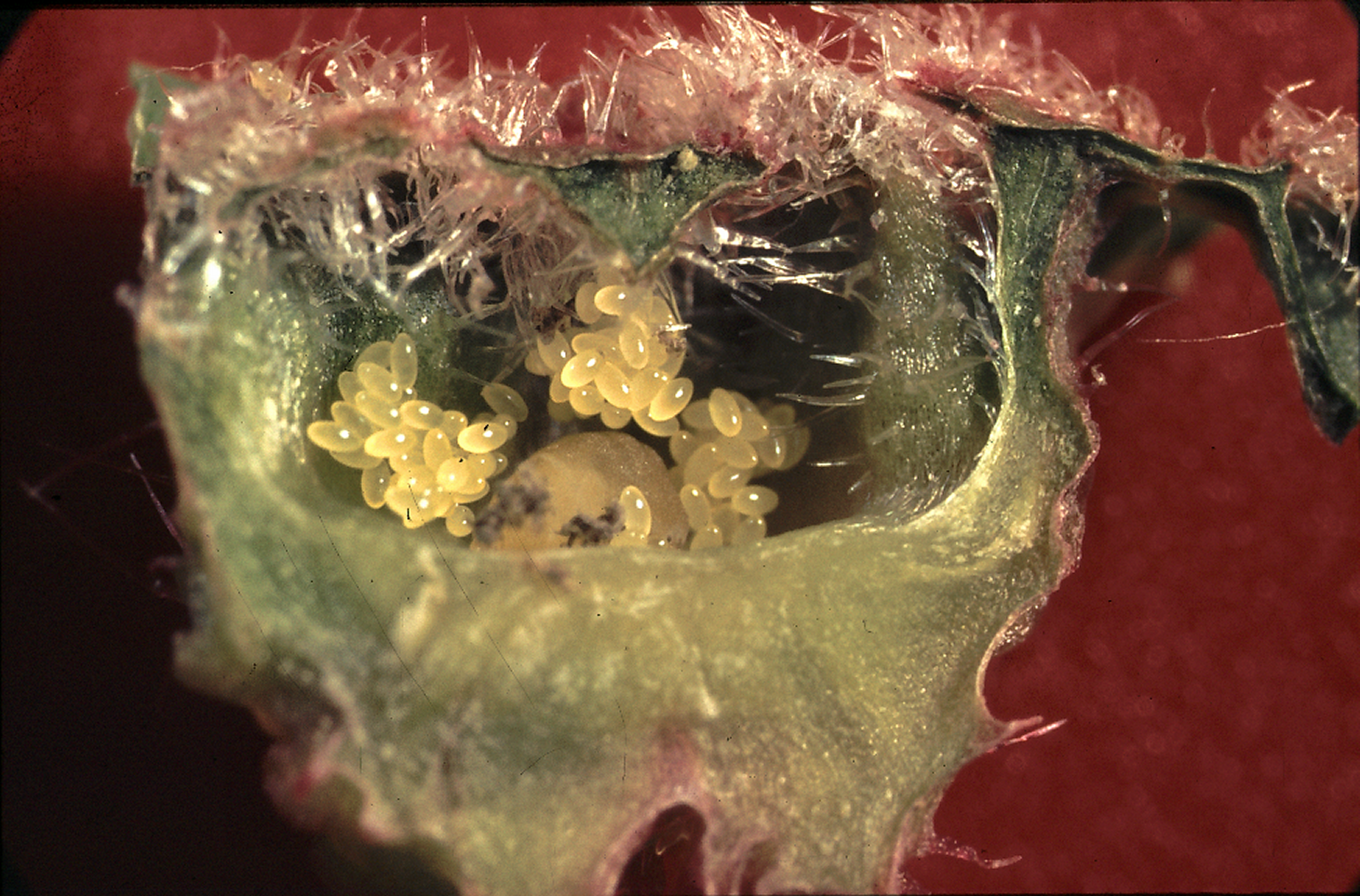
Gallbildning med vinlusägg
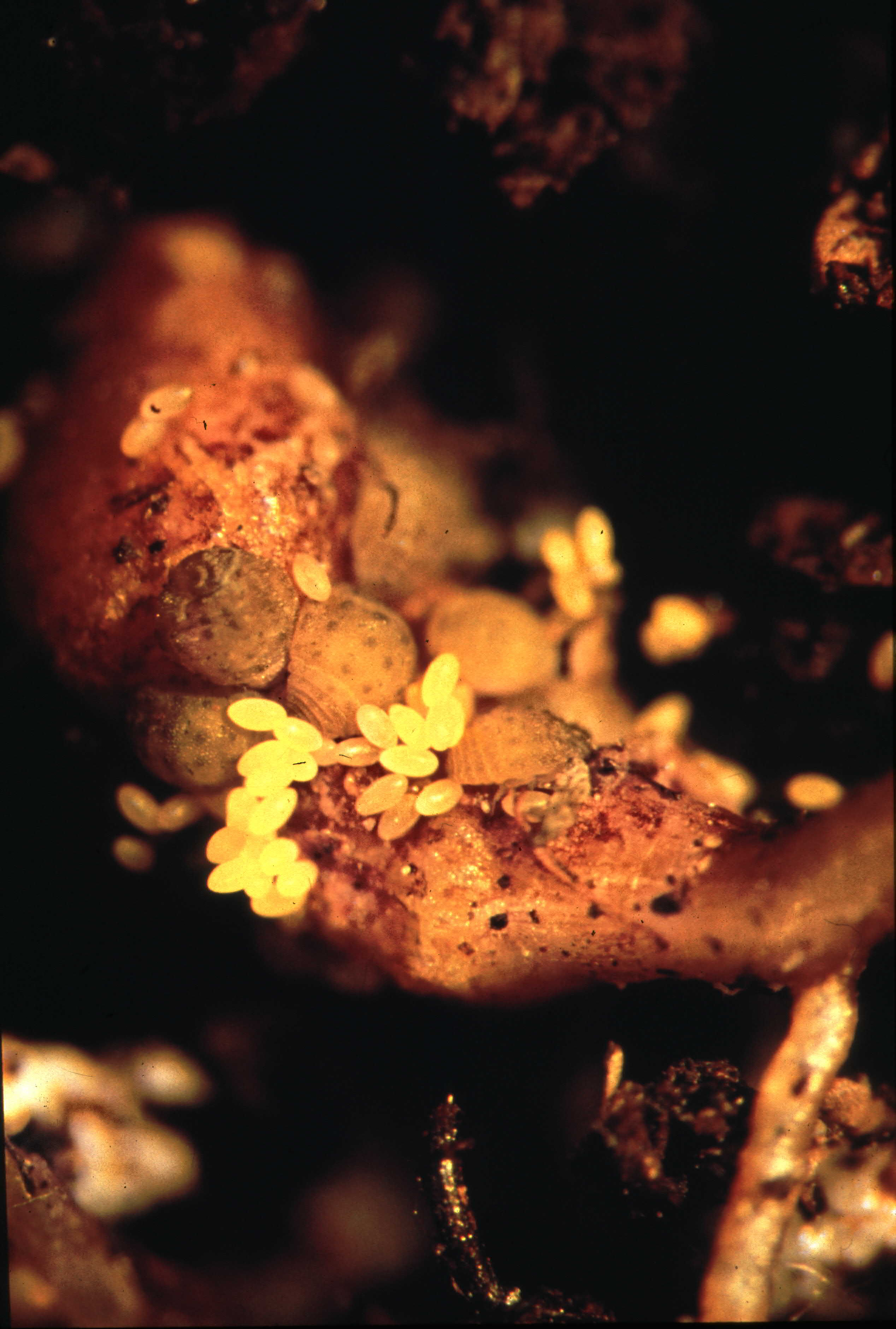
Rotknöl med vinlusägg
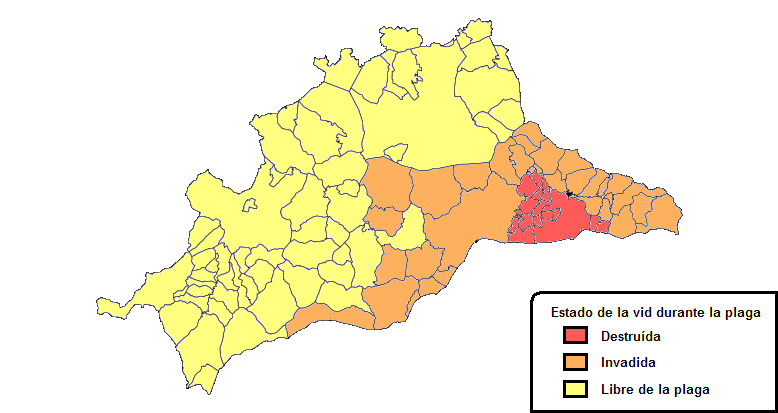
Vinlussituation i Málaga 1990 Rött = Vin utrotat Orange = Skada Gult = fritt från vinlus